# Grinički meridijan
Grinički meridijan je linija zemljopisne dužine koja prolazi kroz Greenwich u Engleskoj. Ovaj meridijan ima kutnu mjeru od 0°. Ovaj meridijan i suprotni 180. meridijan, kroz kojega prolazi međunarodna datumska granica, dijeli istočnu i zapadnu polutku.
Za razliku od linija zemljopisne širine, koje su definirane prema osi Zemlje (da su polovi 90° i ekvator 0°), grinički meridijan je proizvoljan, i puno meridijana su se upotrebljavali kroz povijest. Grinički meridijan je postavljen kao međunarodni standard 1884. godine.
Polazeći sa sjeverne strane zemaljske kugle, grinički meridijan prolazi kroz osam zemalja:
- Velika Britanija
- Francuska
- Španjolska
- Alžir
- Mali
- Burkina Faso
- Togo
- Gana

S ostalim linijama zemljopisne dužine sastaje se na Južnom polu.

## Ostali meridijani
Meridijan kroz Greenwich se odabrao kao glavni meridijan jer preko dvije trećine svih brodova i sve tonaže su ga već upotrebljavali kao uputni meridijan 1884. Neki od prijašnjih meridijana su išli kroz sljedeće gradove:
- Kopenhagen
- Giza
- Jeruzalem
- Madrid
- Oslo
- Pariz
- Philadelphia
- Pisa
- Rim
- Sankt-Peterburg
- Ujain
- Washington